# Сосновка (Красноармейский район)
Сосновка — село в Красноармейском районе Саратовской области, в составе Луганского муниципального образования. Основано как немецкая колония Шиллинг (нем. Schilling) в 1764 году. Одна из пяти первых немецких колоний. Население — 560 (2010) человек.

## Название
Немецкое название Шиллинг колония названа по фамилии первого старосты (форштегера). По указу от 26 февраля 1768 года о наименованиях немецких колоний получила официальное название Сосновка.

## История
Село основано 14 августа 1764 года немецкими колонистами. Основатели — 96 семей из Пфальца и Эльзаса. Немецкая колония сначала Сосновского колонистского округа, а после 1871 года — Сосновской волости (позже в составе Голо-Карамышской волости) Камышинского уезда Саратовской губернии. Село относилось к лютеранскому приходу Таловка. В 1883 году в селе была построена деревянная церковь. В 1857 году жители села владели 2891 десятиной земли, в 1910 году — 8004 десятинами.
В конце XIX — начале XX века в селе имелись паровая мельница М. Кауфмана, ткачество сарпинки, кожевенные, вязальные, столярные, каретные заведения, лавки, извоз, пристань, земская почтовая станция, министерское училище, частная школа. Важнейшей частью жизни немецкой колонии была пристань, где трудились большинство жителей.
19—22 сентября 1917 года в Сосновке состоялся 2-й съезд уполномоченных немцев Поволжья. В советский период — немецкое село сначала в Карамышском районе Голо-Карамышского уезда Трудовой коммуны (Области) немцев Поволжья, а с 1922 года — в Голо-Карамышском (в 1927 году переименован в Бальцерский) кантоне Республики немцев Поволжья; административный центр Шиллингского сельского совета (в 1926 году в сельсовет входили: село Шиллинг, луговая караулка, лесная сторожка Штенгель). В 1928 году Сосновка была переименована в Шиллинг. В 1926 году в селе имелись кооперативная лавка, начальная школа, клуб, лесозавод. По данным на 1934 год в селе действовала мебельная фабрика «Цукунфт».

В сентябре 1941 года немецкое население было депортировано на восток.

## Физико-географическая характеристика
Село находится в лесостепи, в пределах Приволжской возвышенности, являющейся частью Восточно-Европейской равнины, на западном берегу Волгоградского водохранилища. Рельеф местности — холмисто-равнинный, сильно пересечённый балками и оврагами. Высота центра населённого пункта — 27 метров над уровнем моря. В окрестностях села распространены чернозёмы.
По автомобильным дорогам расстояние до административного центра Луганского муниципального образования села Луганское — 8,8 км, до районного центра города Красноармейск — 30 км, до областного центра города Саратова — 69 км.
Климат
Климат умеренный континентальный (согласно классификации климатов Кёппена — влажный континентальный климат (Dfb) с тёплым летом и холодной и продолжительной зимой). Многолетняя норма осадков — 406 мм. Наибольшее количество осадков выпадает в июне — 42 мм, наименьшее в марте — 22 мм. Среднегодовая температура положительная и составляет + 6,8 С, средняя температура самого холодного месяца января −9,8 С, самого жаркого месяца июля +22,8 С.
Часовой пояс
Сосновка, как и вся Саратовская область, находится в часовой зоне МСК+1. Смещение применяемого времени относительно UTC составляет +4:00.

## Население
| 1769 | 1773 | 1788 | 1798 | 1816 | 1834 | 1839 | 1859 | 1886 | 1891 | 1897 | 1905 | 1911 | 1920 | 1922 | 1923 | 1926 | 1931 | 1987 | 2002 |
| ---- | ---- | ---- | ---- | ---- | ---- | ---- | ---- | ---- | ---- | ---- | ---- | ---- | ---- | ---- | ---- | ---- | ---- | ---- | ---- |
| 404  | 429  | 532  | 626  | 851  | 1295 | 1839 | 1992 | 2177 | 2686 | 3245 | 3351 | 3594 | 3076 | 2801 | 2674 | 3210 | 3411 | ≈360 | 400  |

| 2002 | 2010 |
| ---- | ---- |
| 690  | ↘560 |

## Уроженцы
- Галлер, Пётр Карлович (1858—1920) — врач и автор мемуаров «Быт немцев-колонистов в 60-х годах XIX столетия».
- Зиннер, Пётр Иванович — писатель[16].
- Люфт, Генрих Александрович (1899—1938) — руководитель АССР немцев Поволжья (1936—1937).